# HRS Group

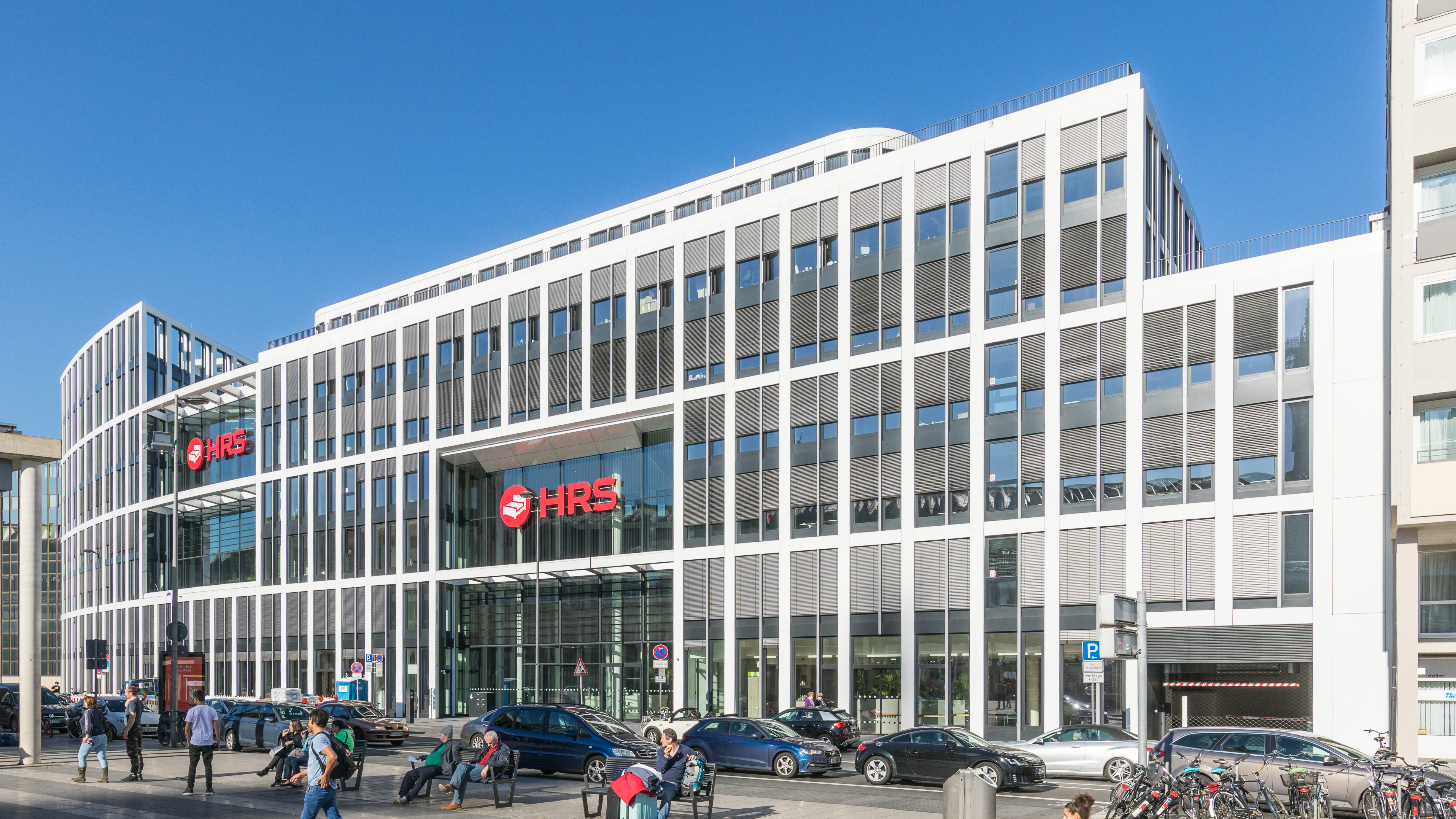
Hauptsitz am Breslauer Platz in Köln

Die HRS Group (HRS für Hotel Reservation Service) ist ein international tätiges Unternehmen der Touristikbranche mit Hauptsitz in Köln. Es wurde 1972 von Robert Ragge gegründet und wird seit 2008 von Tobias Ragge geleitet.
Kern der HRS Group war die reine Vermittlung von Hotels an Privat- und Geschäftsreisende. 1986 erschien der erste Katalog und seit 1995 ist das Unternehmen im Internet präsent. Mittlerweile ist die HRS Group auf Geschäftskunden spezialisiert und bietet diverse weitere Dienstleistungen rund um die Hotelbuchung an. HRS zählt zu den Marktführern in diesem Bereich. Großkunden sind beispielsweise Google, Siemens und Toyota. Neben dem Hotelportal HRS und den Bereichen HRS Global Hotel Solutions, DS Destination Solutions und HRS Holidays gehören auch Tiscover und Hotel.de zur HRS Group.

## Geschichte

### Gründung als Reisebüro
1972 eröffnete Robert Ragge in einem ehemaligen Gemüseladen ein Reisebüro, das sich auf die Vermittlung von Hotelzimmern zu Messezeiten spezialisierte. Zu den Kunden gehörten in erster Linie Geschäftsreisende, vor allem aus Industriekonzernen. Das Geschäftsmodell war erfolgreich und führte zu mehr Transparenz im Markt, da sowohl Kunden als auch angeschlossene Hoteliers Preise leichter vergleichen konnten. Um die Unternehmensstrukturen dem Wachstum anzupassen, wurde 1977 das Einzelunternehmen in eine Kapitalgesellschaft umgewandelt. Die Gesellschaft war 1973 ins Handelsregister eingetragen worden.

### Digitalisierung des Geschäfts
1986 veröffentlichte HRS ein internationales Hotelverzeichnis mit Festpreisen. Außerdem wurde in den 1980er Jahren ein computergestütztes Reservierungssystem eingeführt, das die Grundlage für die Präsenz im Bildschirmtext bildete. Dort ermöglichte HRS ab 1989 als erster Anbieter elektronische Buchungen. Kunden wurde eine Liste freier Hotelzimmer präsentiert, die zuvor nur telefonisch abgerufen werden konnte. 1995 startete das Unternehmen das erste Onlineportal für Hotelbuchungen im neuen Medium Internet, was einen signifikanten Schub für das Geschäft bedeutete. Der Vertrieb über Telefon und Fax trat immer mehr in den Hintergrund.

### Internationale Niederlassungen
HRS baute weltweit ein Netzwerk von Einkäufern auf, die Kontakte zu Hoteliers knüpften. Im Jahr 2000 eröffnete das Unternehmen seine erste Niederlassung in Shanghai, die sich um die Besonderheiten des asiatischen Markts kümmert. Später kamen Büros in Istanbul, London, Moskau, Paris, Rom, Singapur und Warschau hinzu. Die Präsenz in diesen Metropolen bildete den Grundstein für das Geschäft mit multinationalen Konzernen, die HRS als Dienstleister für die Abwicklung von Dienstreisen unterstützt. Heute ist das Unternehmen mit über 35 Niederlassungen weltweit vertreten.
2005 stellte HRS ein überarbeitetes Hotelportal vor, das in 30 Sprachen verfügbar war. So wurde das Unternehmen online zum Marktführer in Europa. Parallel kam es zu Investitionen in den Kundenservice, da der Vertrieb über Callcenter in einzelnen Märkten nach wie vor eine entscheidende Rolle spielte. 2009 brachte HRS als erster Anbieter seiner Art ein Hotelportal in den App Store von Apple. Später wurden ähnliche Angebote für diverse andere Plattformen geschaffen.

### Übernahmen von Konkurrenten
Um seine Position im deutschsprachigen Raum zu festigen, übernahm HRS im Jahr 2008 das österreichische Tourismusportal Tiscover mit Sitz in Innsbruck. Davon versprach sich das Tourismusmarketing speziell in Tirol eine bessere Vermarktung des Alpenraums. 2011 erwarb HRS die Mehrheit am Nürnberger Konkurrenten Hotel.de, einer führenden Hotelplattform. Mit der Akquisition wollte das Unternehmen seine Marktposition im Internet sichern und sich vor großen internationalen Wettbewerbern schützen. Hotel.de bestand als Tochtergesellschaft fort und verließ erst zwei Jahre nach der Übernahme das Börsenparkett. Zusätzlich wurde HRS im Jahr 2014 alleiniger Eigentümer von Holidayinsider, einer in München beheimateten Buchungsplattform für Ferienunterkünfte. Diese ist mittlerweile in HRS Holidays beziehungsweise DS Destination Solutions aufgegangen.

### Fokus auf Geschäftsreisende
Ungeachtet des organischen und akquisitorischen Wachstums verschärfte sich der Wettbewerb im Bereich der Urlaubsbuchungen. Vor diesem Hintergrund verlagerte das Unternehmen ab Mitte der 2010er Jahre seinen strategischen Fokus auf Geschäftskunden. Die HRS Group passte ihren Außenauftritt entsprechend an. 2015 beteiligte sich das Unternehmen an der Tagungs- und Veranstaltungsplattform Meetago aus Bonn und integrierte einige Produkte in das eigene Portfolio. 2016 ging HRS eine strategische Partnerschaft mit der australischen Lido Group mit Sitz in Sydney ein, sodass das Unternehmen nun in allen relevanten Märkten präsent ist.

## Bereiche

### HRS – Das Hotelportal
Seit 1995 betreibt das Unternehmen eine Website zur Buchung von Hotelzimmern. Es zählt zu den beliebtesten Angeboten dieser Art insbesondere im deutschsprachigen Raum. Die Datenbank von HRS umfasst Unterkünfte in 190 Ländern. Es wird der gesamte Preisbereich abgedeckt. Bei den meisten Hotels ist eine Stornierung am Anreisetag kostenfrei möglich. Unter „My HRS“ profitieren registrierte Reisende von zusätzlichen Rabatten auf die tagesaktuellen Zimmerpreise. Im Rahmen der Preisgarantie erstattet HRS seinen Kunden die Differenz bei günstigeren Angeboten.
Für Reisende ist die Buchung über HRS kostenfrei, Hoteliers bezahlen eine Provision in Höhe von standardmäßig 15 %. Hierfür übernimmt HRS nicht nur den Vertrieb und das Marketing der Häuser, sondern unterstützt diese beispielsweise auch durch die Bereitstellung vorausgefüllter Meldescheine und einer App für Gäste. Darüber hinaus ist HRS für viele Hotels die einzige Möglichkeit, mit den Reisestellen großer Unternehmen in Kontakt zu kommen. Entsprechende Buchungen sind unter Umständen von der Kommission befreit.

### HRS Global Hotel Solutions
Geschäftsreisende sind für 88 % des Geschäfts der HRS Group verantwortlich. Unter der Marke HRS Global Hotel Solutions tritt das Unternehmen als Dienstleister für multinationale Konzerne auf, die Übernachtungen und Meetings zentral abwickeln und optimieren möchten. HRS übernimmt sämtliche damit einhergehenden Geschäftsprozesse vom Einkauf von Zimmerkontingenten über die Verhandlung von Spezialraten bis zur bargeldlosen Bezahlung und automatisierten Abrechnung.

### DS Destination Solutions
DS Destination Solutions ist Technologiepartner für die Tourismusindustrie. Das Buchungs- und Vertriebssystem des Unternehmens ermöglicht es sowohl Destinationen wie Sylt oder dem Thüringer Wald als auch Gastgebern oder Tourismusagenturen ihre Unterkünfte im Netz zu vermarkten und an diverse Buchungsportale anzuschließen.

### HRS Holidays
Das Unternehmen bietet 500.000 Ferienhäuser und Ferienwohnungen an. Eine Besonderheit der Plattform ist, dass die Anfrage von Verfügbarkeiten bei den Anbietern entfällt, da alle Unterkünfte direkt buchbar sind.

### Tiscover
Tiscover ist ein Onlineportal für Reisen in die deutschen, österreichischen, schweizerischen und italienischen Alpen. Es wurde 1991 gegründet, gehört seit 2008 zur HRS Group und finanziert sich wie das Hotelportal HRS über Provisionen.

### Hotel.de
Hotel.de wurde 2001 gegründet und gehört zu den beliebtesten Websites für die Buchung von Reisen. Nach der Übernahme durch die HRS Group im Jahr 2011 wurde das Angebot des Unternehmens schrittweise konsolidiert. Auch nach der Schließung des Standorts in Nürnberg wird die Marke Hotel.de fortgeführt.

## Struktur

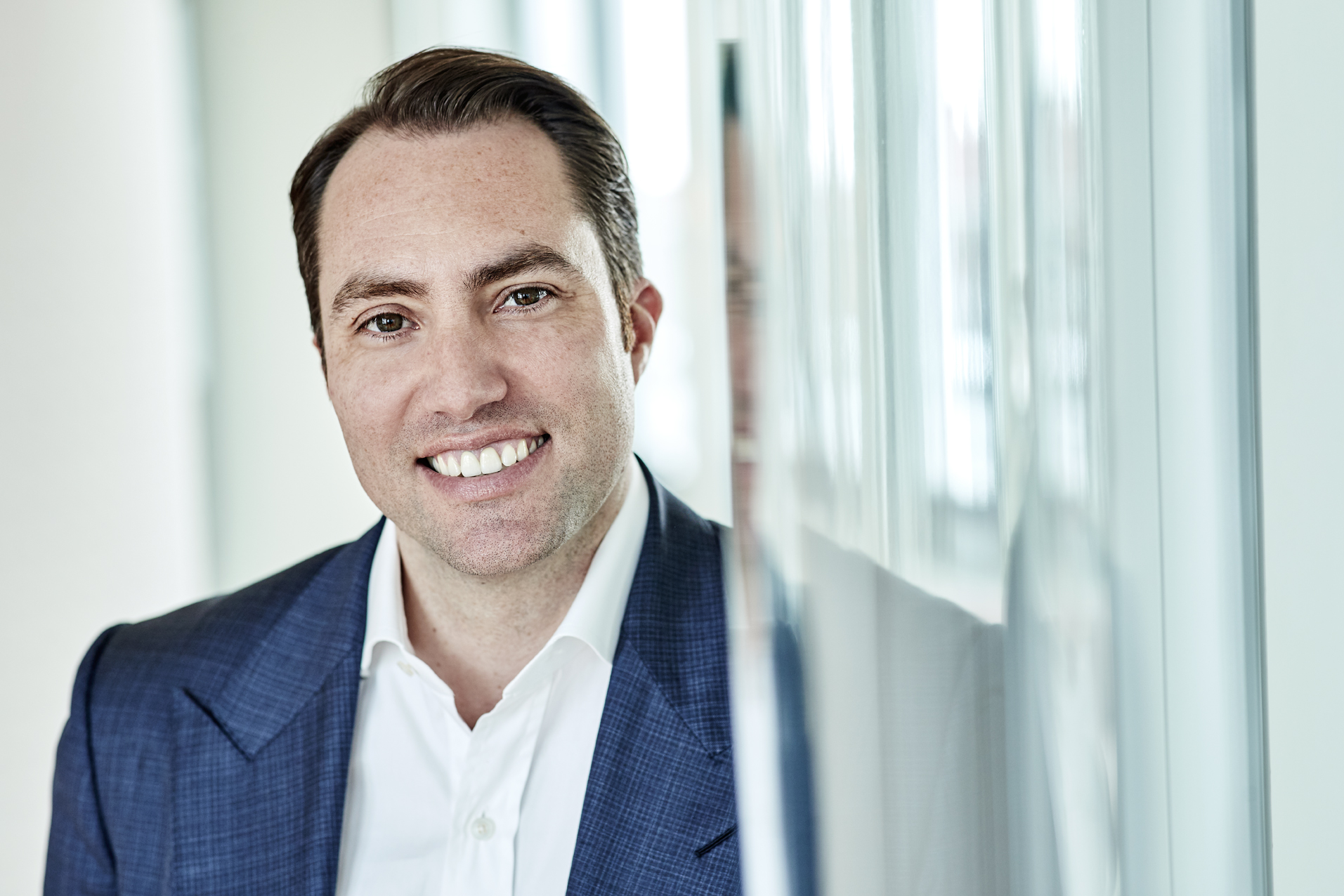
Tobias Ragge (2018)

Offiziell firmiert die HRS Group als HRS GmbH. Es handelt sich um eine Gesellschaft mit beschränkter Haftung nach deutschem Recht. Der in der Satzung festgeschriebene Gegenstand des Unternehmens umfasst den An- und Verkauf von Beherbergungs- und Reiseleistungen sowie die Vermarktung und den Vertrieb von Inhalten einschließlich Werbung, insbesondere über das Internet sowie die Erbringung von damit zusammenhängenden Dienstleistungen.
Die HRS Group befindet sich zu 100 % im Besitz einer Holding der Familie Ragge. Tobias Ragge ist Geschäftsführer des Unternehmens. Er wirkte unter anderem an der Konzeption der Internetpräsenz von HRS und der Digitalisierung von Vertragsprozessen mit, bevor er 2008 die Leitung von seinem Vater übernahm.
Bis 2017 war HRS am Waidmarkt in Köln ansässig. Seitdem befindet sich die Zentrale im Bürogebäude Coeur Cologne am Breslauer Platz in der nördlichen Altstadt. Die zentrale Lage am Hauptbahnhof war ausschlaggebend für die Wahl des neuen Standorts. In Deutschland beschäftigt die HRS Group rund 700 Mitarbeiter, international kommen 800 Beschäftigte dazu.

## Kritik
Viele Hotels haben eine kritische Meinung zu HRS, insbesondere der Hotelverband Deutschland. HRS hat für viele Häuser den Wettbewerb verschärft, bringt aber auch einen großen Teil des Umsatzes. Nach der Übernahme von Hotel.de im Jahr 2011 kritisierten Beobachter abermals die Marktmacht des Unternehmens.
2012 rückten die Bestpreisklauseln von HRS in den Fokus des Bundeskartellamts. Die Behörde untersagte dem Hotelportal, sich auf diesem Weg die besten Konditionen zu sichern. Das sei für Verbraucher zwar auf den ersten Blick attraktiv, behindere jedoch in Wirklichkeit den Wettbewerb. Das Unternehmen legte Rechtsmittel ein und argumentierte, sowohl im internationalen Vergleich als auch in Deutschland nicht fair behandelt zu werden. Die HRS Group konnte sich mit dieser Einschätzung vor dem Oberlandesgericht Düsseldorf jedoch nicht durchsetzen. Nach HRS mahnte das Bundeskartellamt auch konkurrierende Hotelportale ab, darunter beispielsweise Booking.com.
2016 berichtete Correctiv über eine angeblich systematische Manipulation von Ranglisten bei HRS. Hoteliers konnten sich durch höhere Provisionen bessere Positionen in der Hotelsuche sichern, was für die Kunden nicht zu erkennen gewesen sei. Die Journalisten bewerteten das Vorgehen kritisch, weil große Hotelketten damit Lücken füllen würden, was nach ihrer Ansicht insbesondere den Wettbewerb mit kleineren Häusern verzerre. HRS reagierte auf die Kritik mit einer Anpassung der Darstellung der Hotelliste.